# Polythalamea
A Polythalamea a likacsosházúak (Foraminifera) legnépesebb és legváltozatosabb osztálya volt, 2013-ban Pawlowski, Holzmann és Tyszka felbontották Tubothalamea és Globothalamea osztályokra.

## Rendszertani helyzetük
A foraminiferák rendszertana a 2000-es években a molekuláris genetikai kutatások hatására gyökeresen átalakul(t). Az osztályt a különböző szerzők 12–15 rendre és további, rendbe nem sorolt nemekre bontják:
- Allogromiida rend egy családdal:
  - Allogromiidae és családon kívüli nemekkel;
- Astrorhizida (Lankester, 1885) rend hét főcsaláddal és egy főcsaládon kívüli nemzetséggel:
  - Astrorhizacea
  - Astrorhizoidea
  - Hippocrepinacea
  - Hippocrepinoidea
  - Komokiacea (= Komokioidea)
  - Psammosphaeracea
  - Toxisarcon
- Buliminida rend 7 főcsaláddal:
  - Bolivinitoidea
  - Bolivinoidea
  - Buliminoidea
  - Fursenkoinacea
  - Fursenkoinoidea
  - Stilostomellacea
  - Turrilinoidea (Turrilinacea)
- Carterinida rend egy családdal:
  - Carterinidae
- valódi likacsosházúak (Foraminiferida) rendje 4 alrenddel:
  - Allogromiina
  - Rotaliina
  - Textulariina
  - Verneuilinacea
- †fuzulinák (Fusulinida) rendje (kihalt)
- globigerinák (Globigerinida) rendje 3 öregcsaláddal:
  - Globigerinoidea öregcsalád két családdal
  - Globigerinidae
  - Hasteriginidae
  - Globorotalioidea öregcsalád két családdal
  - Candeinidae
  - Globorotaliidae
  - Heterohelicacea öregcsalád családdal
  - †Heterohelicidae
- Involutinida rend 4 családdal:
  - †Hirsutospirellidae
  - †Involutinidae
  - Planispirillinidae
  - Ventrolaminidae
- Lagenida rend két főcsaláddal és 1 főcsaládon kívüli családdal:
  - Nodosarioidea
  - Polymorphinoidea
  - Lagenidae
- Lituolida rend 12 öregcsaláddal:
  - Ammodiscoidea
  - Ataxophragmioidea
  - Haplophragmioidea
  - Hormosinacea
  - Hormosinellacea
  - Hormosinoidea
  - Lituoloidea
  - Lituotubacea
  - Loftusioidea
  - Rzehakinoidea
  - Spiroplectamminoidea
  - Verneuilinoidea
- Loftusiida rend három öregcsaláddal:
  - Ataxophragmiacea
  - Coscinophragmatacea
  - Loftusiacea
- Miliolida rend egy alrenddel (Miliolina) és további három öregcsaláddal:
  - alveolinák (Alveolinacea)
  - Miliolacea
  - Nubeculariacea
- Robertinida rend két öregcsaláddal:
  - Ceratobuliminoidea
  - Robertinoidea
- Rotaliida (Delage & Hérouard, 1896) rend 14 öregcsaláddal:
  - Acervulinoidea
  - Asterigerinacea
  - Asteriginoidea
  - Chilostomellacea
  - Chilostomelloidea
  - Discorbacea
  - Discorbinelloidea
  - Discorboidea
  - Glabratellacea
  - Glabratelloidea
  - Nonionoidea
  - Planorbulinoidea
  - Rotalioidea
  - Siphoninoidea
- Spirillinida rend egy alrenddel (Spirillinina — Ehrenberg, 1843) és abban három családdal:
  - Patellinidae
  - Planispirillinidae
  - Spirillinidae
- Textulariida rend két öregcsaláddal:
  - Eggerellacea
  - Textularioidea
- Trochamminida rend két öregcsaláddal:
  - Remaneicoidea
  - Trochamminoidea
- hat, rendbe nem sorolt nem:
  - Haplophragmium (Reuss, 1860)
  - Miliolina (Ehrenberg, 1840
  - Nautilus
  - Orcadia
  - Proteonina Williamson, 1858
  - Pulvinulina Carpenter, 1862
  - Rotalia (Lamarck, 1804)
  - Rotalina (Blainville, 1828)